# Santos Induráin
María Santos Induráin Orduna (nascida a 1959) é uma política navarra que desempenha funções no governo de Navarra como Ministra da Saúde desde agosto de 2019.